# Houville-en-Vexin
Houville-en-Vexin és un municipi francès situat al departament de l'Eure i a la regió de Normandia. L'any 2007 tenia 209 habitants.

## Demografia

### Població
El 2007 la població de fet de Houville-en-Vexin era de 209 persones. Hi havia 70 famílies, de les quals 8 eren unipersonals (8 homes vivint sols), 25 parelles sense fills i 37 parelles amb fills.
La població ha evolucionat segons el següent gràfic:
Habitants censats

### Habitatges
El 2007 hi havia 86 habitatges, 73 eren l'habitatge principal de la família, 10 eren segones residències i 3 estaven desocupats. Tots els 85 habitatges eren cases. Dels 73 habitatges principals, 63 estaven ocupats pels seus propietaris, 6 estaven llogats i ocupats pels llogaters i 3 estaven cedits a títol gratuït; 1 tenia dues cambres, 10 en tenien tres, 19 en tenien quatre i 43 en tenien cinc o més. 51 habitatges disposaven pel capbaix d'una plaça de pàrquing. A 18 habitatges hi havia un automòbil i a 50 n'hi havia dos o més.

### Piràmide de població
La piràmide de població per edats i sexe el 2009 era:
| Homes | Edats   | Dones |
| ----- | ------- | ----- |
| 0     | 95 o +  | 0     |
| 0     | 90 a 94 | 0     |
| 0     | 85 a 89 | 0     |
| 0     | 80 a 84 | 0     |
| 0     | 75 a 79 | 4     |
| 0     | 70 a 74 | 0     |
| 4     | 65 a 69 | 0     |
| 4     | 60 a 64 | 4     |
| 4     | 55 a 59 | 0     |
| 12    | 50 a 54 | 4     |
| 8     | 45 a 49 | 20    |
| 12    | 40 a 44 | 12    |
| 8     | 35 a 39 | 12    |
| 0     | 30 a 34 | 0     |
| 4     | 25 a 29 | 0     |
| 8     | 20 a 24 | 8     |
| 8     | 15 a 19 | 8     |
| 12    | 10 a 14 | 4     |
| 8     | 5 a 9   | 0     |
| 0     | 0 a 4   | 0     |

## Economia
El 2007 la població en edat de treballar era de 147 persones, 123 eren actives i 24 eren inactives. De les 123 persones actives 112 estaven ocupades (68 homes i 44 dones) i 11 estaven aturades (3 homes i 8 dones). De les 24 persones inactives 8 estaven jubilades, 6 estaven estudiant i 10 estaven classificades com a «altres inactius».

### Ingressos
El 2009 a Houville-en-Vexin hi havia 76 unitats fiscals que integraven 215 persones, la mediana anual d'ingressos fiscals per persona era de 18.867 €.

### Activitats econòmiques
Dels 9 establiments que hi havia el 2007, 1 era d'una empresa extractiva, 2 d'empreses de fabricació d'altres productes industrials, 1 d'una empresa de construcció, 1 d'una empresa de comerç i reparació d'automòbils, 1 d'una empresa d'hostatgeria i restauració, 1 d'una empresa financera i 2 d'empreses de serveis.
L'únic servei als particulars que hi havia el 2009 era una fusteria.
L'any 2000 a Houville-en-Vexin hi havia 5 explotacions agrícoles.

## Poblacions més properes
El següent diagrama mostra les poblacions més properes.